# Антипов, Платон Ермолаевич
Платон Ермолаевич Антипов (ум. 18 (30) сентября 1861, Санкт-Петербург) — архитектор Российской империи, академик Императорской Академии Художеств (с 1855 года).

## Биография
С 1840 года Платон Антипов был вольноприходящим учеником Императорской Академии Художеств, где занимался сначала под руководством X. Ф. Мейера, затем, с 1843 года, под руководством К. А. Тона. В 1846 году удостоен звания неклассного художника, в 1855 году получил звание академика за проект здания Академии художеств.
В 1855—1860 годах Антипов участвовал, как помощник профессора архитектуры А. И. Штакеншнейдера, в перестройке старого Эрмитажа и переделке интерьеров Зимнего дворца, постройке дворца великого князя Николая Николаевича в Петербурге и бельведера на Бабьем Гоне в Петергофе. Антипов также исполнил рисунки церковной утвари, по заказам фирмы Сазикова, для великокняжеской дворцовой церкви. В 1859 году Антипов получил половину 2-й премии в 500 рублей за проект, по конкурсу, памятника тысячелетию России, а в 1860 году советом Академии Художеств ему была поручена постройка храма св. Владимира на развалинах Херсонеса.
В 1859—60 годах Антипов был преподавателем в орнаментном классе Рисовальной школы Императорского общества поощрения художеств.
18 (30) сентября 1861 года Платон Ермолаевич Антипов покончил жизнь самоубийством.